# Salto-Sciliar

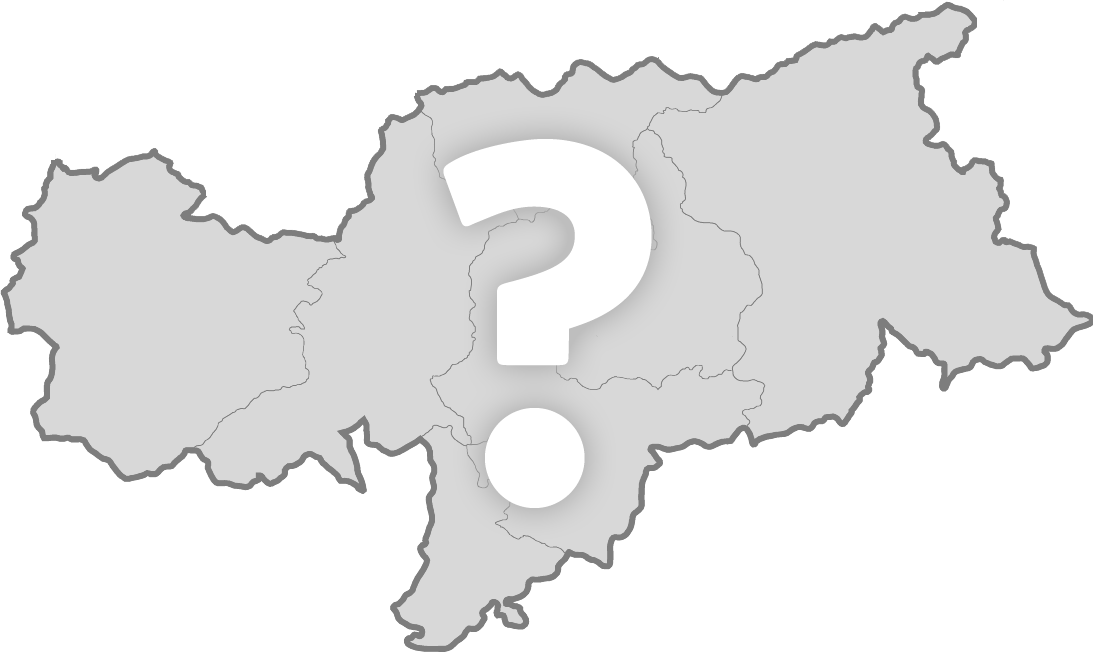

El comprensorio de Salto-Sciliar (en alemán Salten-Schlern) comprende 13 municipios del valle inferior del río Isarco (Basso Isarco), en el Tirol del Sur (Italia). El comprensorio recibe su nombre de los altiplanos del Salto y del Sciliar.
El comprensorio abarca desde la localidad de Bolzano (Bozen) hasta Ponte Gardena (Waidbruck).
El número de habitantes ascendía a 44.917 (en 2003), y su superficie es de 1.037 km². La capital es Bolzano, si bien esta ciudad no forma parte del Salto-Sciliar, sino que constituye por sí sola un comprensorio, que lleva su nombre.

## Municipios
El comprensorio de Salto-Sciliar/Salten-Schlern consta de 13 municipios:
1. Castelrotto - Kastelruth
2. Cornedo all'Isarco - Karneid
3. Fiè allo Sciliar - Völs am Schlern
4. Meltina - Mölten
5. Nova Levante - Welschnofen
6. Nova Ponente - Deutschnofen
7. Ortisei - St. Ulrich in Gröden - Urtijëi
8. Renon - Ritten
9. Sarentino - Sarntal
10. Santa Cristina Valgardena - St. Christina in Gröden - S. Crestina-Gherdëina
11. Selva di Val Gardena - Wolkenstein in Gröden - Sëlva
12. San Genesio Atesino - Jenesien
13. Tires - Tiers